# Norrstrands församling
Norrstrands församling är en församling i Domprosteriet i Karlstads stift. Församlingen ligger i Karlstads kommun i Värmlands län och ingår i Karlstads pastorat.

## Administrativ historik
Församlingen bildades den 1 januari 1962 genom en utbrytning ur Karlstads församling (som samtidigt bytte namn till Karlstads domkyrkoförsamling). Vid bildandet hade församlingen 15 924 invånare  och omfattade en areal av 33,66 kvadratkilometer land.
Norrstrands församling utgjorde till 2014 ett eget pastorat. Från 1 januari 2014 ingår församlingen i Karlstads pastorat.

## Kyrkor
- Norrstrandskyrkan
- Kroppkärrskyrkan
- Kronoparkskyrkan
- Rudskyrkan